# Asian Biomedicine
Asian Biomedicine ist eine Fachzeitschrift zu Themen der Biomedizin im experimentellen und im praktischen Bereich (ISSN 1905-7415, online: 1875-855X). Ihr Sitz ist in Bangkok. Sie erscheint zweimonatlich. Sie hat etwa 1.500 Abonnenten.